# Venceslau I
Venceslau (Wenceslaus, Wenceslas) (em tcheco: Václav; Praga, 908 – Brandýs nad Labem-Stará Boleslav, 28 de setembro de 935) foi duque (kníže) da Boêmia de 921 até sua morte. Era filho de Vratislau I, Duque da Boêmia da Dinastia Premislide. É venerado como santo pela Igreja Católica e pela Igreja Ortodoxa.

## Biografia
Em 921, quando Venceslau tinha 13 anos, seu pai morreu e ele foi criado por sua avó, Santa Ludmila, sob influência cristã.
Em 924 ou 925 Venceslau assumiu o governo. Depois de subir ao trono, com apenas 18 anos, derrota o rebelde duque da Kouřim chamado Radslav.
Foi ele quem fundou a rotunda da São Vito no Castelo de Praga em Praga, atualmente a Catedral de São Vito.
Em setembro de 935, um grupo de nobres aliados com o irmão mais novo de Venceslau,(Boleslau I da Boémia), descontentes com ele conspiraram para matá-lo. Assim três deles (Tira, Čsta e Hněvsa), no momento que se fazia a caminho para a igreja, assassinam-no.
Foi com esse cruel ato que Boleslau assume como novo duque e o seu irmão mais velho passa a ser visto como mártir católico.
O corpo de São Venceslau foi sepultado em Praga, na igreja de São Vito.
Os devotos locais começaram a veneração ao corpo e São Venceslau é hoje padroeiro da República Checa, da Eslováquia e da Boêmia.

## Tradição
O Dia de São Venceslau, 28 de setembro de 1914, foi selecionado pela Companhia Checa na Rússia para fundação na Praça de Sofia de Kiev e o Primeiro Regimento de Espingardas das Legiões Checoslováquias foi originalmente nomeado "O Regimento de Espingardas de São Venceslau".